# Lijst van bergen in Mexico
Dit is een lijst van bergen in Mexico (land). Deze lijst bevat alle bergen die hoger zijn dan 3500 meter, die het hoogste punt zijn van de deelstaat waarin ze zich bevinden of die om een andere reden noemenswaardig zijn.
| Berg                              | Gebergte                        | Deelstaat                 | Hoogte (m) |
| --------------------------------- | ------------------------------- | ------------------------- | ---------- |
| Piek van Orizaba (Citlaltépetl)   | Trans-Mexicaanse Vulkanengordel | Veracruz, Puebla          | 5610 m     |
| Popocatépetl                      | Trans-Mexicaanse Vulkanengordel | Mexico, Puebla            | 5462 m     |
| Iztaccíhuatl                      | Trans-Mexicaanse Vulkanengordel | Mexico, Puebla            | 5230 m     |
| Nevado de Toluca (Xinantécatl)    | Trans-Mexicaanse Vulkanengordel | Mexico                    | 4690 m     |
| Sierra Negra                      | Trans-Mexicaanse Vulkanengordel | Puebla                    | 4640 m     |
| La Malinche (Matlalcueitl)        | Trans-Mexicaanse Vulkanengordel | Tlaxcala                  | 4462 m     |
| Nevado de Colima                  | Trans-Mexicaanse Vulkanengordel | Jalisco                   | 4330 m     |
| Cofre de Perote (Nauhcampatépetl) | Trans-Mexicaanse Vulkanengordel | Veracruz                  | 4201 m     |
| Cerro Tlaloc (Tlalocatepetl)      | Trans-Mexicaanse Vulkanengordel | Mexico, Tlaxcala          | 4158 m     |
| El Mirador                        | Trans-Mexicaanse Vulkanengordel | Puebla                    | 4100 m     |
| Telapón                           | Trans-Mexicaanse Vulkanengordel | Mexico                    | 4080 m     |
| Tacaná                            | Sierra Madre van Chiapas        | Chiapas, Guatemala        | 4030 m     |
| Sillaltepec                       | Trans-Mexicaanse Vulkanengordel | Puebla                    | 4000 m     |
| Xitle                             | Trans-Mexicaanse Vulkanengordel | Federaal District         | 3937 m     |
| Holotepec                         | Trans-Mexicaanse Vulkanengordel | Mexico                    | 3930 m     |
| Jocotitlán                        | Trans-Mexicaanse Vulkanengordel | Mexico                    | 3928 m     |
| Yeloxochtl                        | Trans-Mexicaanse Vulkanengordel | Mexico                    | 3919 m     |
| Pico del Águila                   | Trans-Mexicaanse Vulkanengordel | Federaal District         | 3894 m     |
| Volcán de Fuego de Colima         | Trans-Mexicaanse Vulkanengordel | Jalisco, Colima           | 3860 m     |
| Las Cumbres                       | Trans-Mexicaanse Vulkanengordel | Puebla, Veracruz          | 3850 m     |
| Cerro Muñeco                      | Trans-Mexicaanse Vulkanengordel | Mexico, Federaal District | 3846 m     |
| Tancítaro                         | Trans-Mexicaanse Vulkanengordel | Michoacán                 | 3840 m     |
| Cerro la Catedral                 | Trans-Mexicaanse Vulkanengordel | Mexico                    | 3785 m     |
| La Viga                           | Oostelijke Sierra Madre         | Coahuila                  | 3751 m     |
| Cerro Nube Flan                   | Zuidelijke Sierra Madre         | Oaxaca                    | 3750 m     |
| Cerro Potosí                      | Oostelijke Sierra Madre         | Nuevo León                | 3713 m     |
| La Marta                          | Oostelijke Sierra Madre         | Coahuila, Nuevo León      | 3706 m     |
| Cerro San Rafael                  | Oostelijke Sierra Madre         | Coahuila                  | 3700 m     |
| Cerro El Nacimiento               | Zuidelijke Sierra Madre         | Oaxaca                    | 3700 m     |
| El Picacho                        | Trans-Mexicaanse Vulkanengordel | Mexico                    | 3640 m     |
| Teotepec                          | Zuidelijke Sierra Madre         | Guerrero                  | 3550 m     |
| Chichinautzin                     | Trans-Mexicaanse Vulkanengordel | Mexico, Morelos           | 3459 m     |
| Peñón del Rosario                 | Trans-Mexicaanse Vulkanengordel | Hidalgo                   | 3440 m     |
| Cerro La Nieve                    | Trans-Mexicaanse Vulkanengordel | Michoacán                 | 3440 m     |
| Sierra El Borrado                 | Oostelijke Sierra Madre         | Tamaulipas                | 3420 m     |
| Cerro Las Nieves                  | Oostelijke Sierra Madre         | Coahuila                  | 3360 m     |
| Tecolote                          | Trans-Mexicaanse Vulkanengordel | Michoacán                 | 3360 m     |
| El Zamorano                       | Oostelijke Sierra Madre         | Guanajuato, Querétaro     | 3360 m     |
| Cerro Gordo                       | Westelijke Sierra Madre         | Durango                   | 3340 m     |
| Cerro Mohinora                    | Westelijke Sierra Madre         | Chihuahua                 | 3300 m     |
| El Refugio                        | Westelijke Sierra Madre         | Zacatecas                 | 3200 m     |
| Cerro Grande                      | Oostelijke Sierra Madre         | San Luis Potosí           | 3180 m     |
| Picacho del Diablo                | Peninsulair Gebergte            | Baja California           | 3180 m     |
| Paricutín                         | Trans-Mexicaanse Vulkanengordel | Michoacán                 | 3170 m     |
| El Jorullo                        | Trans-Mexicaanse Vulkanengordel | Michoacán                 | 3170 m     |
| Los Humeros                       | Trans-Mexicaanse Vulkanengordel | Puebla                    | 3150 m     |
| Ololica                           | Trans-Mexicaanse Vulkanengordel | Morelos                   | 3120 m     |
| Sierra Fría                       | Westelijke Sierra Madre         | Aguascalientes            | 3050 m     |
| Amealco                           | Westelijke Sierra Madre         | Querétaro                 | 3040 m     |
| Volcán de la Primavera            | Westelijke Sierra Madre         | Jalisco                   | 3030 m     |
| Sierra del Garbanzo               | Westelijke Sierra Madre         | Durango                   | 3000 m     |
| Tequilavulkaan                    | Westelijke Sierra Madre         | Jalisco                   | 2920 m     |
| Cerro Alto Tapanco                | Westelijke Sierra Madre         | Sinaloa                   | 3920 m     |
| La Calle                          | Oostelijke Sierra Madre         | Nuevo León                | 2960 m     |
| Zontehuitz                        | Sierras del Norte de Chiapas    | Chiapas                   | 2900 m     |
| El Tigre                          | Trans-Mexicaanse Vulkanengordel | Jalisco                   | 2840 m     |
| naamloos                          | Westelijke Sierra Madre         | Nayarit                   | 2780 m     |
| Cerro San Jose                    | Westelijke Sierra Madre         | Sonora                    | 2700 m     |
| Tetlalmanche                      | Trans-Mexicaanse Vulkanengordel | Federaal District         | 2700 m     |
| Teutli                            | Trans-Mexicaanse Vulkanengordel | Federaal District         | 2600 m     |
| Cerro Tres Picos                  | Sierra Madre van Chiapas        | Chiapas                   | 2550 m     |
| Peña de Bernal                    | Oostelijke Sierra Madre         | Querétaro                 | 2515 m     |
| La Bufa                           | Westelijke Sierra Madre         | Zacatecas                 | 2496m      |
| Cerro de la Estrella              | Trans-Mexicaanse Vulkanengordel | Federaal District         | 2460 m     |
| Sangagüey                         | Westelijke Sierra Madre         | Nayarit                   | 2353 m     |
| Cuatlapanga                       | Trans-Mexicaanse Vulkanengordel | Tlaxcala                  | 2300 m     |
| Volcan de Ahuacatlán (Ceboruco)   | Westelijke Sierra Madre         | Nayarit                   | 2280 m     |
| Sierra de la Laguna               | Peninsulair Gebergte            | Baja California Sur       | 2150 m     |
| Pico Cuauhtémoc                   | Oostelijke Sierra Madre         | Nuevo León                | 2020 m     |
| Tepetiltic                        | Westelijke Sierra Madre         | Nayarit                   | 2020 m     |
| Jahuey                            | Westelijke Sierra Madre         | Durango                   | 2000 m     |
| Pico Perico                       | Oostelijke Sierra Madre         | Nuevo León                | 1980 m     |
| Pico Piramide                     | Oostelijke Sierra Madre         | Nuevo León                | 1960 m     |
| Pico Everest                      | Oostelijke Sierra Madre         | Nuevo León                | 1980 m     |
| Monte Albán                       | Zuidelijke Sierra Madre         | Oaxaca                    | 1941 m     |
| Tres Virgenes                     | Peninsulair Gebergte            | Baja California Sur       | 1940 m     |
| La Mota Grande                    | Oostelijke Sierra Madre         | Nuevo León                | 1880 m     |
| Cerro de la Silla                 | Oostelijke Sierra Madre         | Nuevo León                | 1820 m     |
| Matacanes                         | Oostelijke Sierra Madre         | Nuevo León                | 1800 m     |
| Pico Piñon                        | Oostelijke Sierra Madre         | Nuevo León                | 1785 m     |
| Volcan San Martín Tuxtla          | Sierra de los Tuxtlas           | Veracruz                  | 1700 m     |
| Pinacate                          | Cabeza Prieta Mountains         | Sonora                    | 1390 m     |
| Mount Augusta                     | Isla Guadalupe                  | Baja California           | 1298 m     |
| naamloos                          | Sierras del Norte de Chiapas    | Tabasco                   | 1200 m     |
| Volcán de San Quintín             | Peninsulair Gebergte            | Baja California           | 1200 m     |
| El Chichón                        | Sierras del Norte de Chiapas    | Chiapas                   | 1150 m     |
| Cerro Evermann                    | Revillagigedo-eilanden          | Colima                    | 1130 m     |
| Cerro Camperico                   | Yucatán                         | Campeche                  | 390 m      |
| Monte Gallegos                    | Revillagigedo-eilanden          | Colima                    | 335 m      |
| Bárcena                           | Revillagigedo-eilanden          | Colima                    | 310 m      |
| Cerro El Charro                   | Yucatán                         | Quintana Roo              | 230 m      |
| Cerro Benito Juárez               | Yucatán                         | Yucatán                   | 210 m      |